# Mellankaliber
Mellankaliber, även medeltung kaliber och  medelsvår kaliber avser allmänt den mellersta kaliberklassen, där mindre kaliber kallas finkaliber (lätt) och grövre grovkaliber (tung/svår) med mera.
I modern militär definition brukar medelkaliber avse kaliber mellan 20 till 60 milimeter men begreppet är relativt. Inom artilleri har svenska armén använt medeltung kaliber om kalibrar mellan 105 till 149 mm medan svenska marinen har använt medelsvår kaliber om kalibrar mellan 120 till 203 mm.

## Exempel på mellankalibriga vapen (20–60 mm)

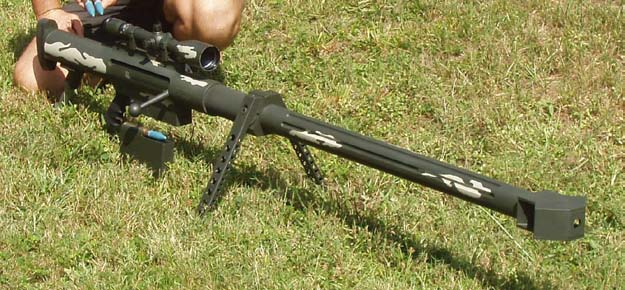
20 × 102 mm Anzio 20mm rifle antimaterielgevär
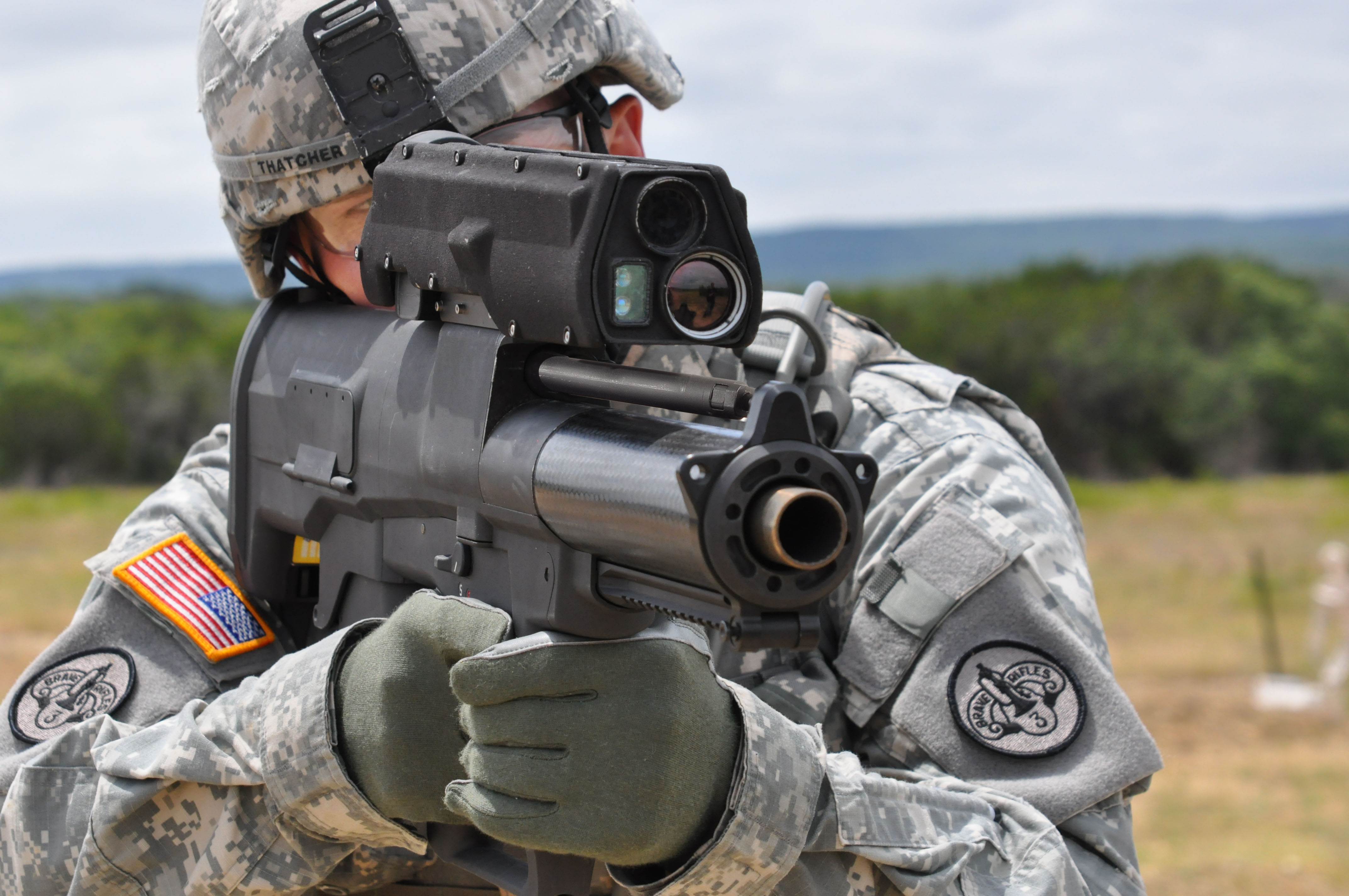
25 × 40 mm XM25 CDTE granatkarbin
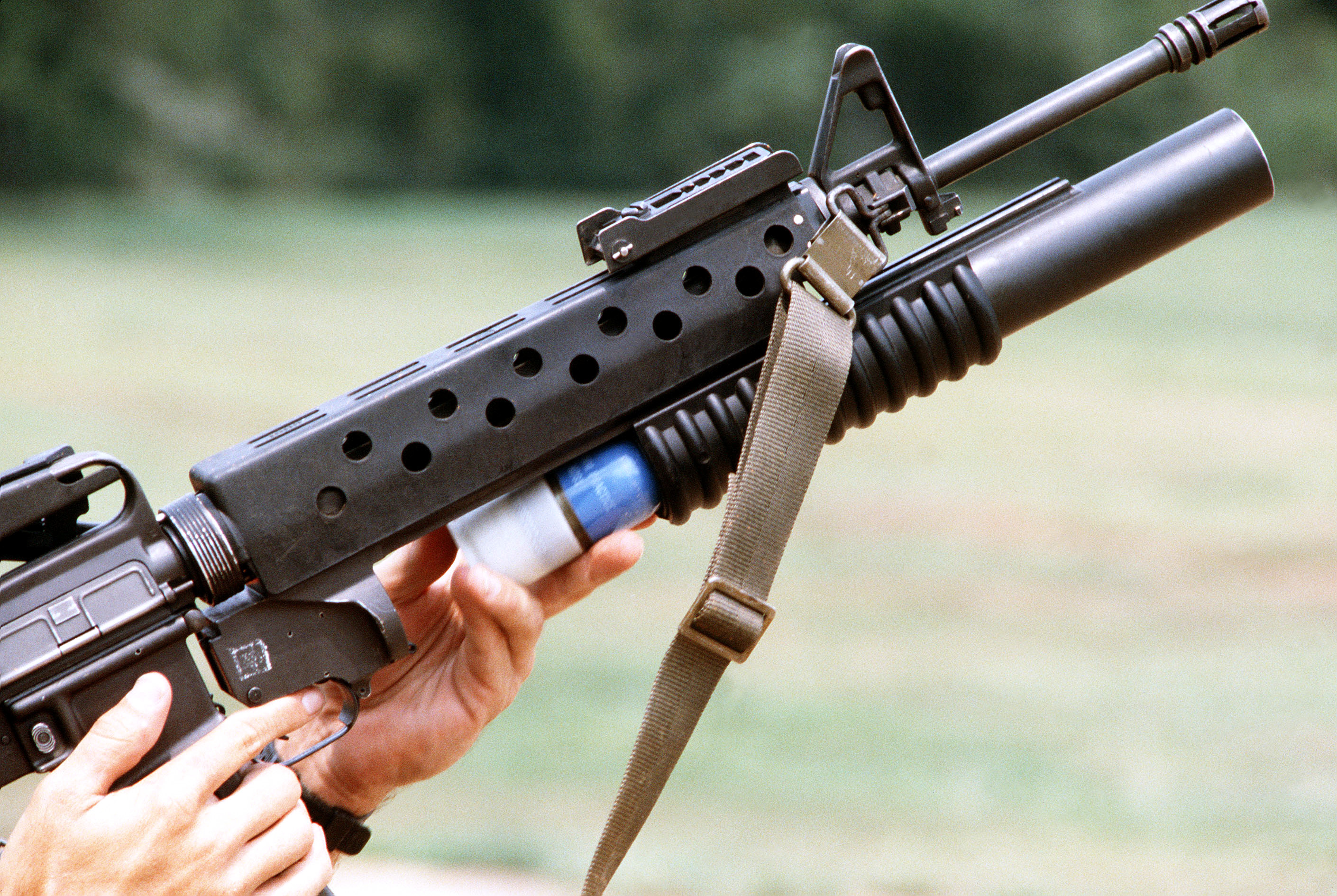
40 × 46 mm M203 granattillsats
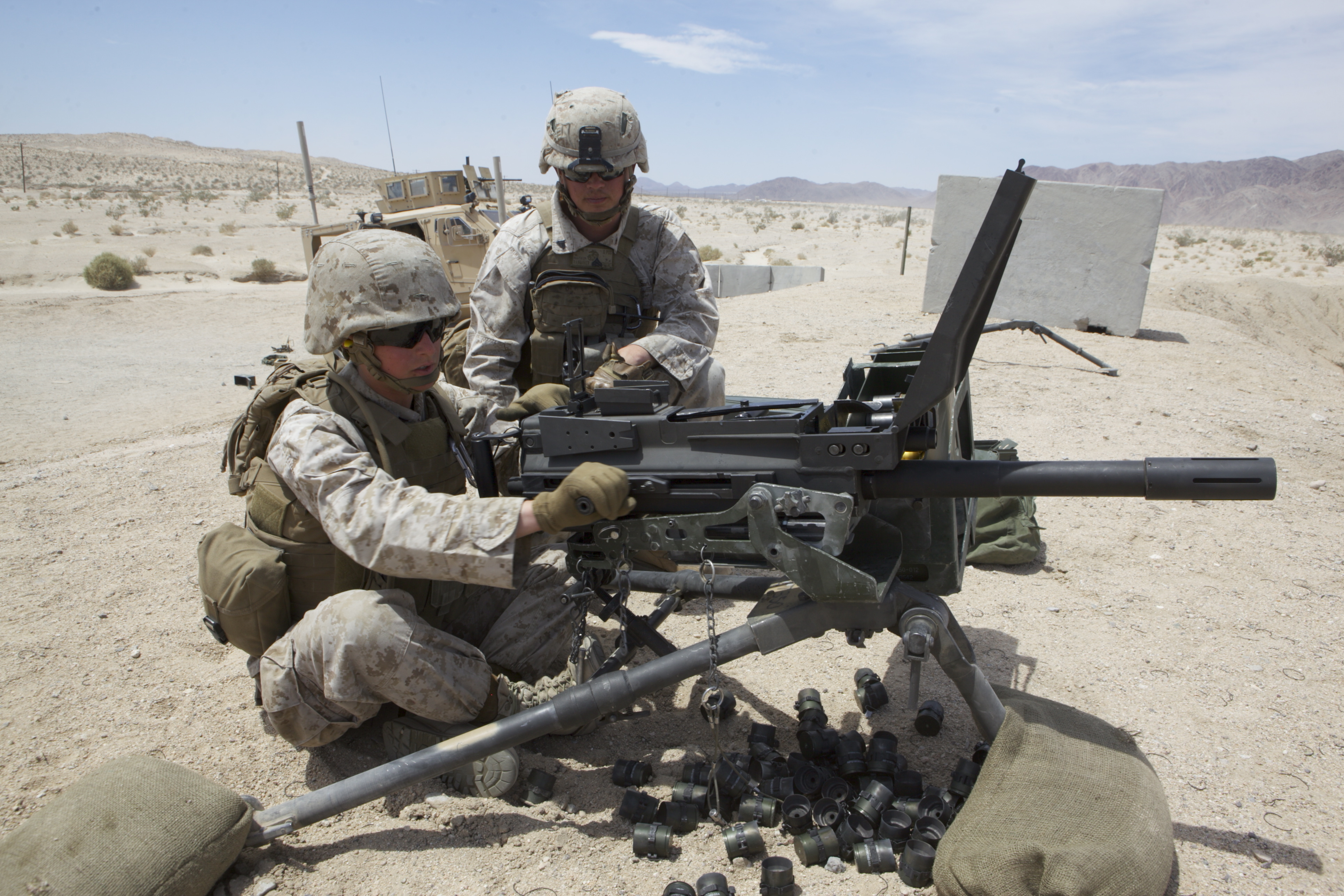
40 x 52 mm Mk 19 granatspruta
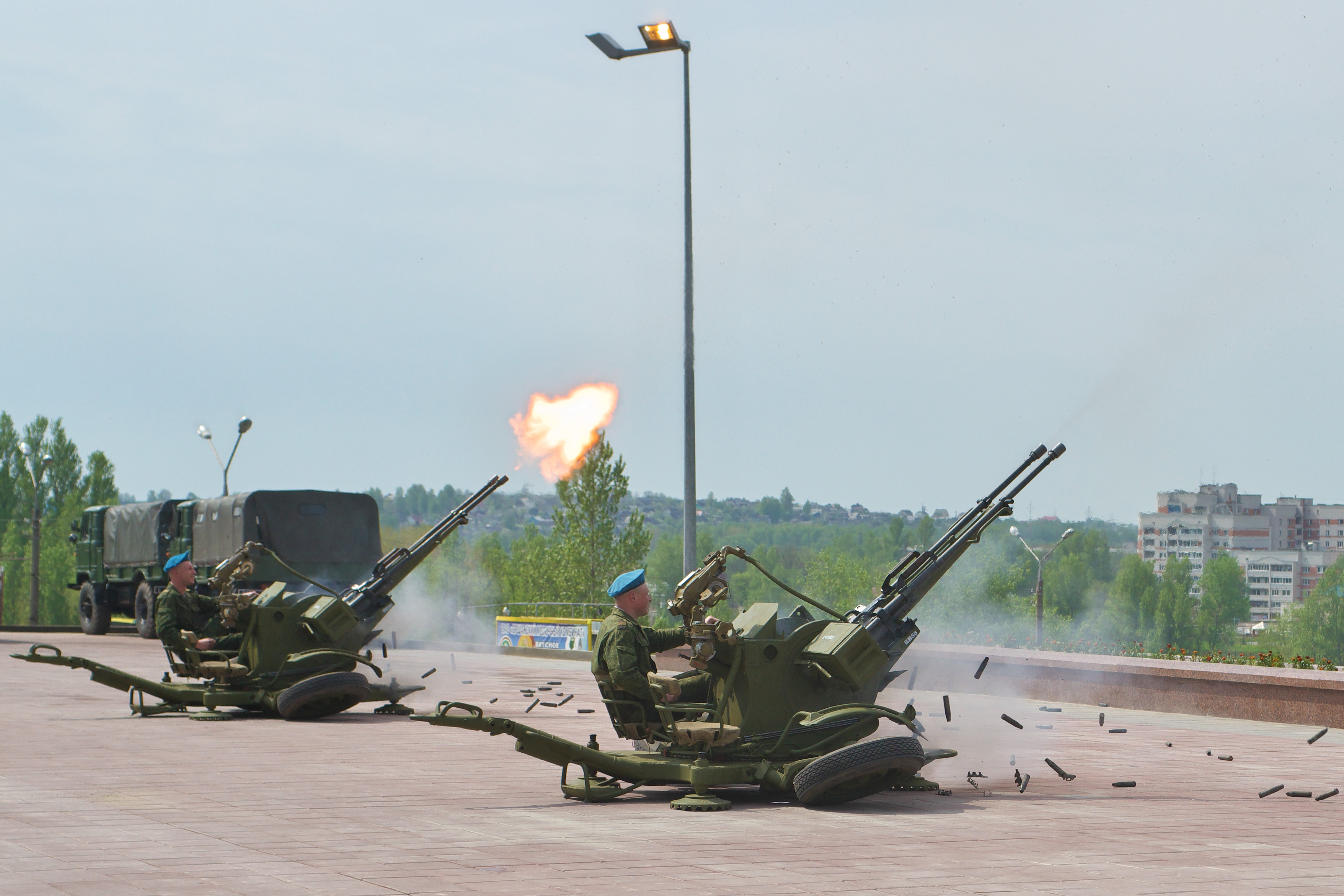
23 x 152 mm ZU-23-2 automatkanon
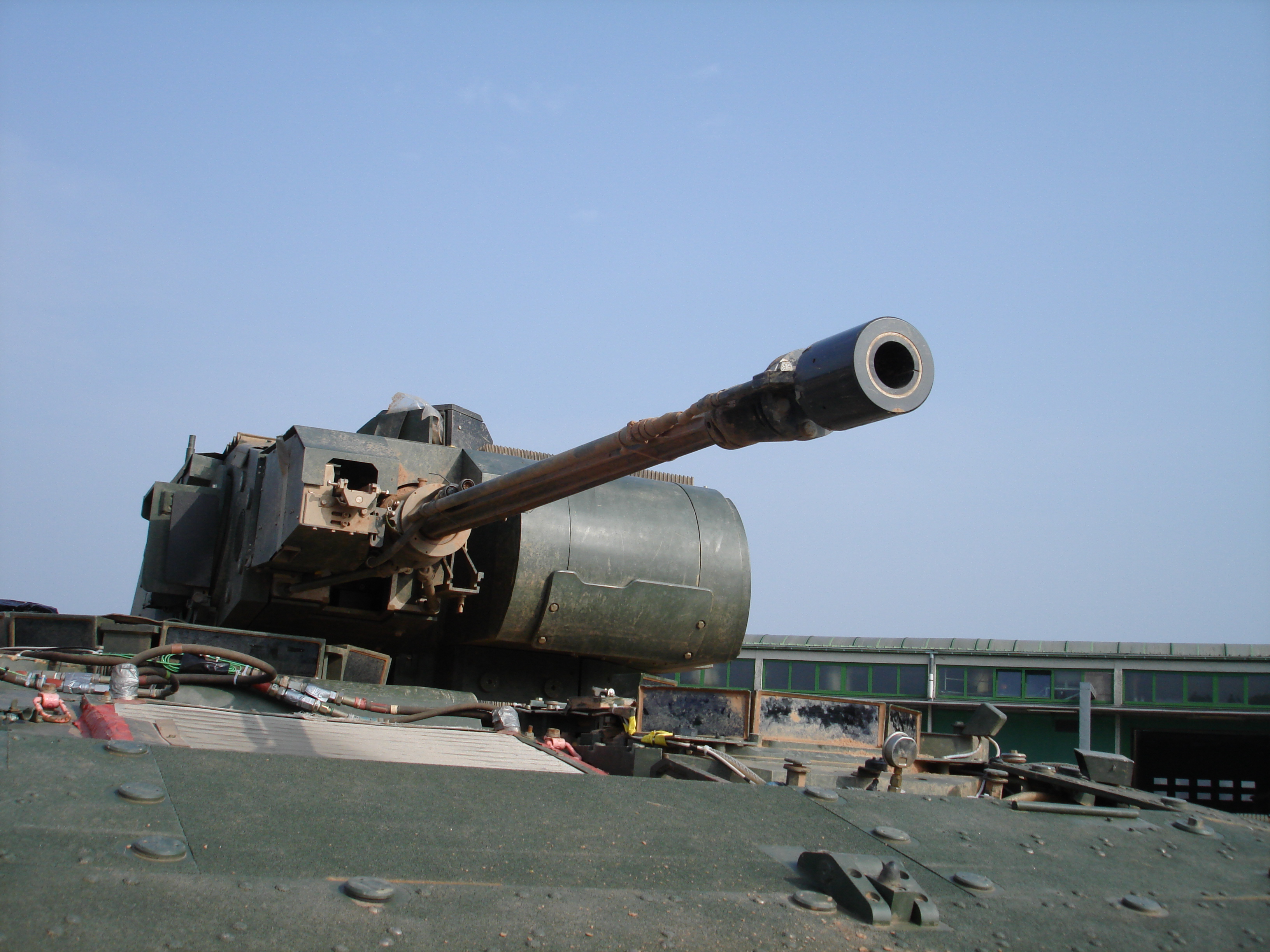
30 × 173 mm MK 30 automatkanon
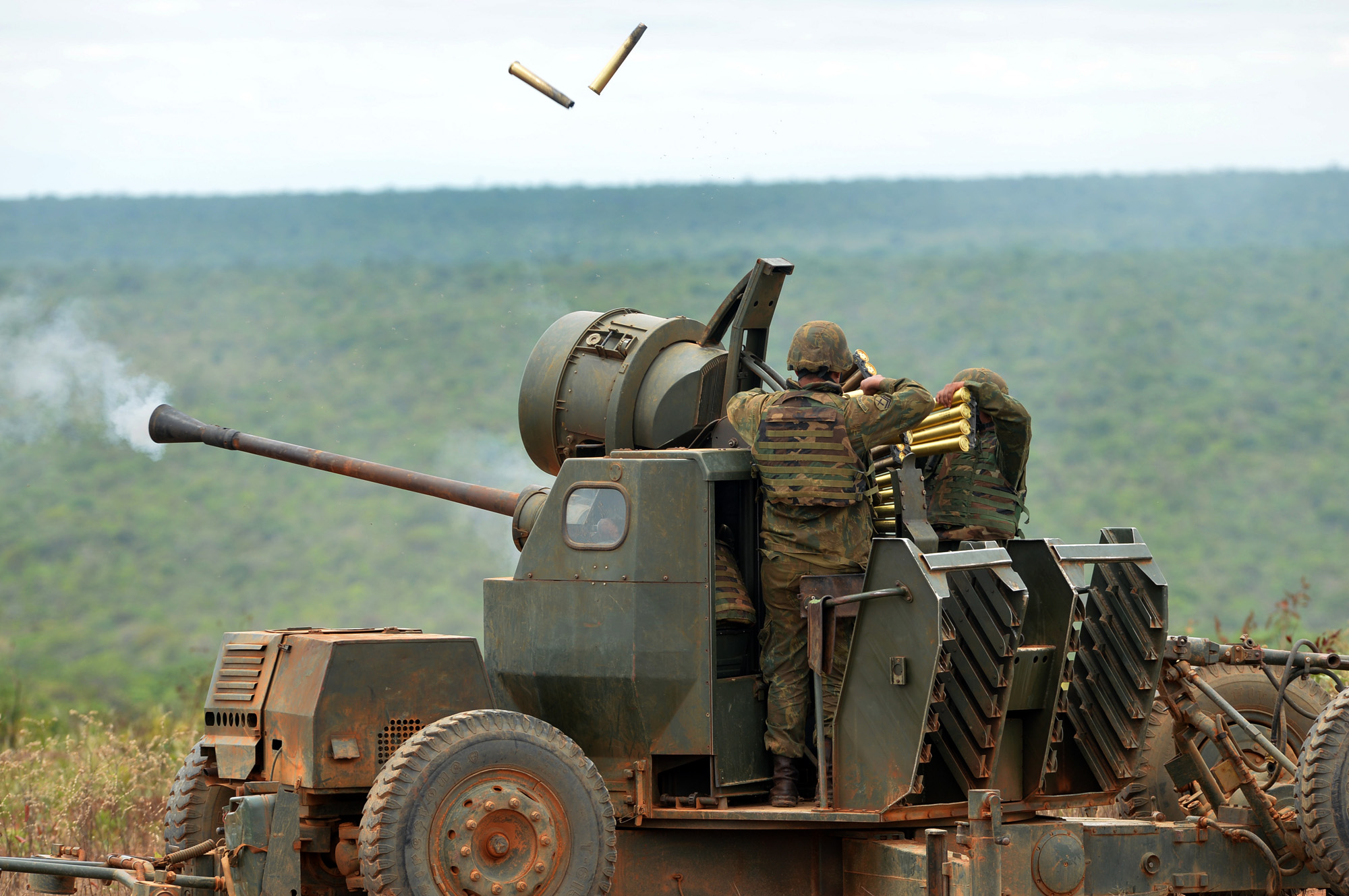
40 × 364 mm Bofors 40 mm AK 70 automatkanon
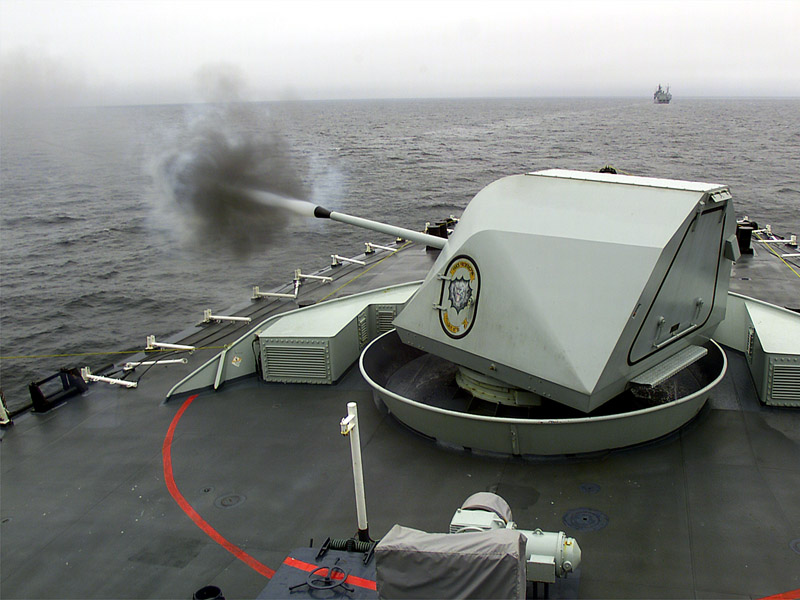
57 x 438 mm Bofors 57 mm SAK 70 automatkanon